# Dance Again World Tour
Il Dance Again World Tour è stato il primo tour mondiale della cantante statunitense Jennifer Lopez, a supporto della sua greatest hits Dance Again... the Hits (2012).
Il tour è iniziato il 14 giugno 2012 a Panama ed è proseguito poi con date in Asia, Europa e Oceania e incassando circa 80 milioni di dollari.

## Background

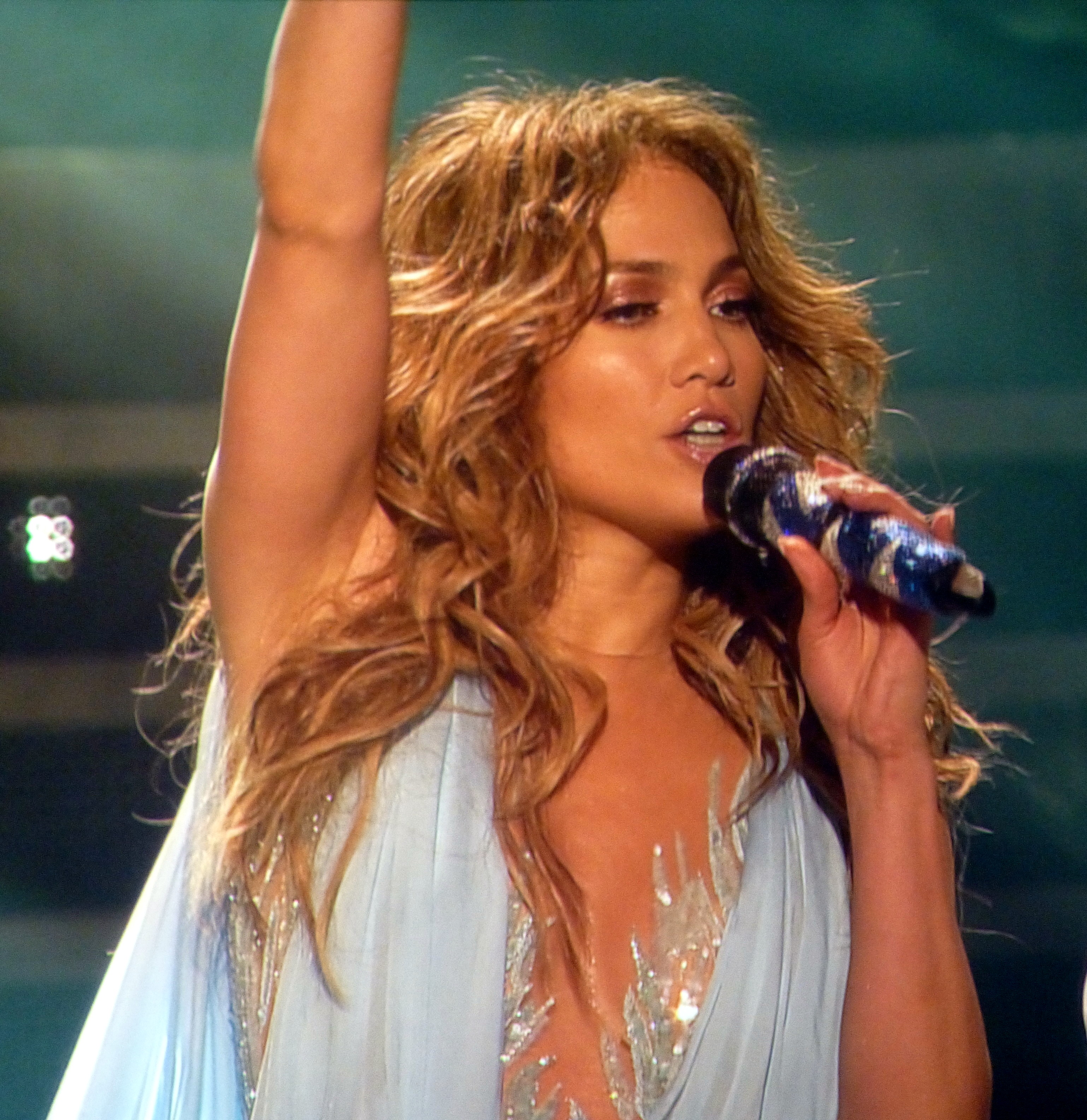
Jennifer Lopez durante la performance di If You Had My Love.

Nel gennaio del 2005, Jennifer ha rivelato a MTV News che era nel bel mezzo della pianificazione di un tour per supportare il suo quarto album in studio, Rebirth. La cantante ha dichiarato: "Ho provato a pianificare un tour così tante volte [...] E lo stiamo progettando di nuovo, è emozionante, staremo a vedere se succede [...] Ho imparato a non avere troppe ambizioni. Non vedo l'ora! ". Tuttavia, i dettagli per il tour non sono stati resi noti e successivamente, non partì alcun tour.
Nel maggio 2011, la Lopez ha annunciato l'intenzione di lanciare un tour a sostegno del suo settimo album in studio Love?,dichiarando: "I miei fan hanno aspettato a lungo, per questo abbiamo tanta voglia di fare un tour, almeno una volta nella mia vita.". Nel mese di marzo 2012, è stato annunciato che Jennifer Lopez avrebbe animato due festival di musica popolare in Brasile. Oltre a promuovere l'annuncio, la cantante vorrebbe avventurarsi in un tour mondiale. Dopo l'annuncio, Billboard ha segnalato che Jennifer Lopez era in trattative per lanciare un co-headliner tour con Enrique Iglesias. Il 30 aprile 2012, Jennifer ha annunciato il tour congiunto con Iglesias all'On Air with Ryan Seacrest. Ulteriori dettagli rivelano che Jamie King dirigerà lo spettacolo insieme al suo attuale fidanzato, il ballerino Casper Smart.

## Costumi
Lo stilista libanese Zuhair Murad ha disegnato i costumi del Dance Again World Tour. La Lopez è diventata una fan delle creazioni di Murad dopo averli indossati per diverse occasioni sul red carpet e durante il suo ruolo di giudice di American Idol. Murad ha presentato due progetti per il tour il 12 giugno, il prima-e-dopo degli schizzi, caratterizzato da una veste elaborata rossa nella parte superiore di un abito scintillante rosso. Murad ha creato sei nuovi look per lo show. Ciò ha incluso la veste elaborata rossa e una tuta che Sarah Bull di Daily Mail, ha detto si aggrappava alla sua figura, una gonna e un cappello piumato, una tuta e due promontori tra altri look.

## Scaletta

### Show originale
1 ACT
1. Get Right
2. Love Don't Cost a Thing
3. I'm Into You
4. Waiting for Tonight

2 ACT
1. Goin' In
2. I'm Real (Murder Remix)
3. All I Have
4. Feelin' So Good
5. Ain't It Funny (Murder Remix)
6. Jenny from the Block

3 ACT
1. If You Had My Love (Acustico)
2. Qué hiciste
3. Until It Beats No More

4 ACT
1. Do It Well
2. Whatever You Wanna Do
3. Hold It Don't Drop It

5 ACT
1. Let's Get Loud
2. Papi
3. On the Floor

6 ACT
1. Dance Again

### Nord America
Enrique Iglesias
1. Tonight (I'm Lovin' You)
2. I Like How It Feels
3. Dirty Dancer
4. Rhythm Divine
5. Bailamos
6. Ring My Bells
7. Don't You Forget
8. Stand by Me
9. "Be with You"
10. "Escape"
11. Hero"
12. I Like It"

Jennifer Lopez
1. Get Right
2. Love Don't Cost a Thing
3. I'm Into You
4. Waiting for Tonight
5. Medley:
  1. I'm Real (Murder Remix)
  2. All I Have
  3. Ain't It Funny (Murder Remix)
6. Jenny from the Block
7. Hold It Don't Drop It
8. If You Had My Love
9. Until It Beats No More
10. Let's Get Loud
11. Papi
12. On the Floor
13. Dance Again

## Artisti d'apertura
La seguente lista rappresenta il numero correlato agli artisti d'apertura nella tabella delle date del tour.
- Wisin & Yandel = 1
- Ivete Sangalo = 2
- Frankie J = 3
- Pitbull = 4
- Flo Rida = 5
- Emin = 6
- Stooshe = 7
- Anna Sedakova = 8
- Pascal Nouma = 9
- Kate Alexa = 10

## Date del tour
| 440.066 / 461.839 (95%) |
| ----------------------- |

| $41.473.507 |
| ----------- |

## Cancellazioni
| 12 agosto 2012   | Anaheim    | Stati Uniti | Honda Center     | Cause sconosciute  |
| 2 settembre 2012 | Orlando    | Stati Uniti | Amway Center     | Problemi logistici |
| Europa           |            |             |                  |                    |
| 23 ottobre 2012  | Manchester | Regno Unito | Manchester Arena | Cause sconosciute  |
| 14 novembre 2012 | Bucarest   | Romania     | Romexpo          | Problemi logistici |